# Liste der Monuments historiques in Avot
Die Liste der Monuments historiques in Avot führt die Monuments historiques in der französischen Gemeinde Avot auf.

## Liste der Objekte
| Bezeichnung | Beschreibung                             | Standort                     | Kennzeichnung | Schutzstatus | Datum | Bild |
| ----------- | ---------------------------------------- | ---------------------------- | ------------- | ------------ | ----- | ---- |
| Atlant      | Stütze der Kanzel; Holz, 19. Jahrhundert | in der Kirche St-Frou (Lage) | PM21003836    | Inscrit      | 1989  |      |